# Bahnhof Shitte
Der Bahnhof Shitte (jap. 尻手駅, Shitte-eki) ist ein Bahnhof auf der japanischen Insel Honshū. Er wird von der Bahngesellschaft JR East betrieben und befindet sich auf dem Gebiet der Stadt Kawasaki in der Präfektur Kanagawa, genauer im Bezirk Saiwai-ku.

## Verbindungen
Shitte ist ein Trennungsbahnhof an der Nambu-Linie der Bahngesellschaft JR East. Hier verzweigt sich die von Tachikawa her kommende Strecke in drei Streckenäste. Die vom Verkehrsaufkommen her wichtigste führt zum östlich gelegenen Bahnhof Kawasaki an der Tōkaidō-Hauptlinie. Die nach Südosten führende Hamakawasaki-Zweigstrecke stellt eine Verbindung zum weitläufigen Hafengebiet her und trifft im Bahnhof Hama-Kawasaki auf die Tsurumi-Linie. Ausschließlich dem Güterverkehr vorbehalten ist die südwestwärts verlaufende Zweigstrecke nach Tsurumi.
Von Kawasaki über Shitte nach Tachikawa verkehren die Nahverkehrszüge tagsüber sechsmal stündlich, mit Halt an allen Bahnhöfen. Während der morgendlichen Hauptverkehrszeit wird dieses Angebot auf eine Zugfolge von zwei bis vier Minuten verdichtet (abends durchschnittlich alle fünf Minuten). Betrieblich getrennt ist der Personenverkehr auf der Zweigstrecke nach Hama-Kawasaki. Hier fahren Nahverkehrszüge im Einmannbetrieb tagsüber alle 30 bis 40 Minuten, während der Hauptverkehrszeit alle 10 bis 20 Minuten Sechs Buslinien der Gesellschaft Kawasaki Tsurumi Rinko Bus halten an der nahe gelegenen Hauptstraße, eine weitere des Verkehrsamtes der Stadt Yokohama vor dem Eingang.

## Anlage
Der Bahnhof steht im Stadtteil Minamisaiwaichō, der zum Bezirk Saiwai-ku von Kawasaki gehört. Entlang dem westlichen Rand der Anlage verläuft die Grenze zum Bezirk Tsurumi-ku der Nachbarstadt Yokohama. In der Nähe befindet sich der zentrale Großmarkt. Die auf einem Damm befindliche Anlage ist von Norden nach Süden ausgerichtet und besitzt fünf Gleise, von denen drei dem Personenverkehr dienen. Diese liegen an einem Mittelbahnsteig und einem Hausbahnsteig, die beide zum Teil überdacht sind. Eine Straßenunterführung stellt die Verbindung zwischen beiden Seiten und dem Mittelbahnsteig her, beide Bahnsteige sind über Aufzüge barrierefrei erreichbar. Das eingeschossige Empfangsgebäude an der Ostseite besteht aus Holz und stammt noch aus der Anfangszeit der Bahnstrecke. Die beiden westlichsten Gleise dienen dem Güterverkehr.
Im Fiskaljahr 2019 nutzten durchschnittlich 15.067 Fahrgäste täglich den Bahnhof.

## Bilder

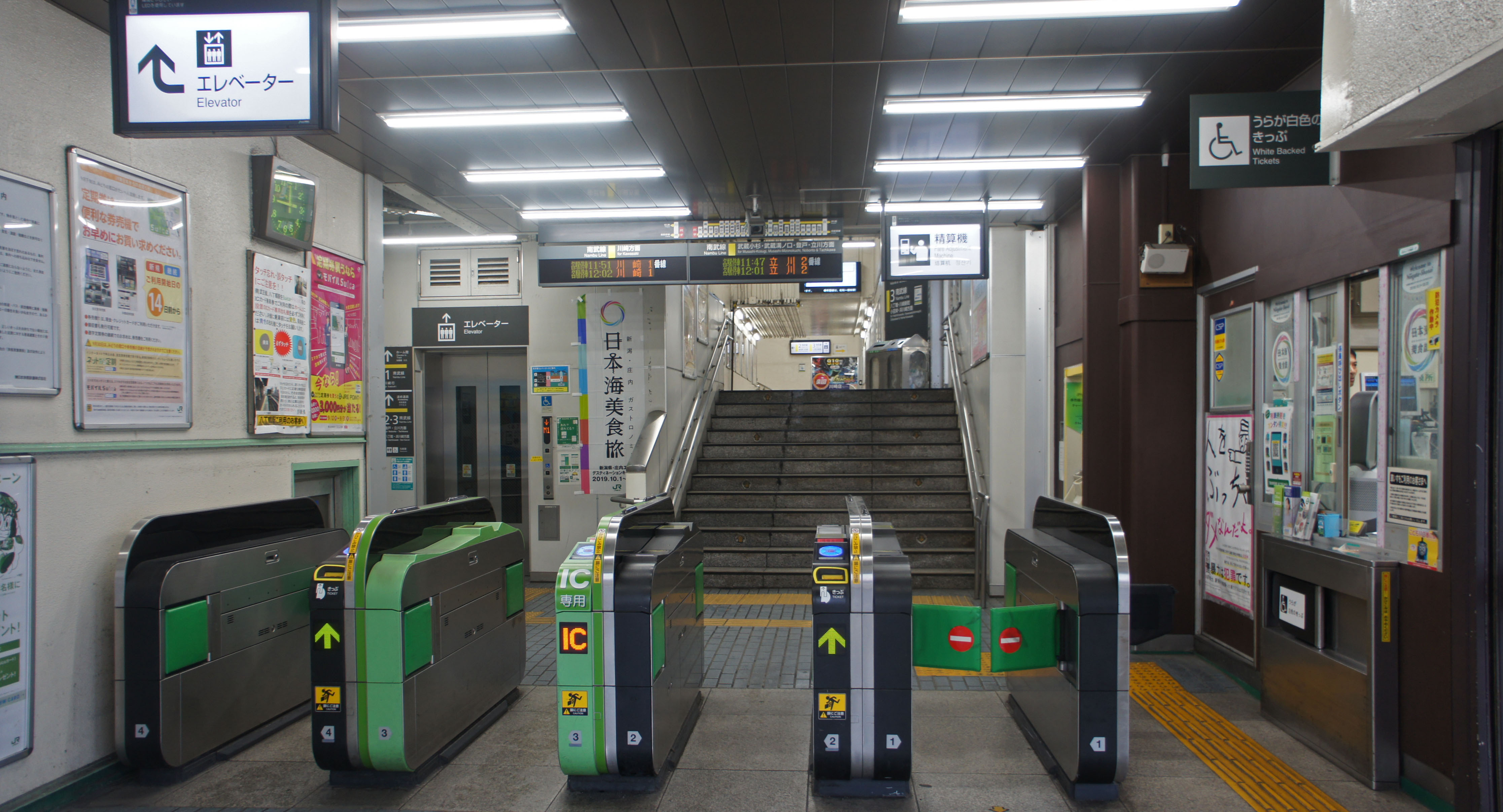
Bahnsteigsperren
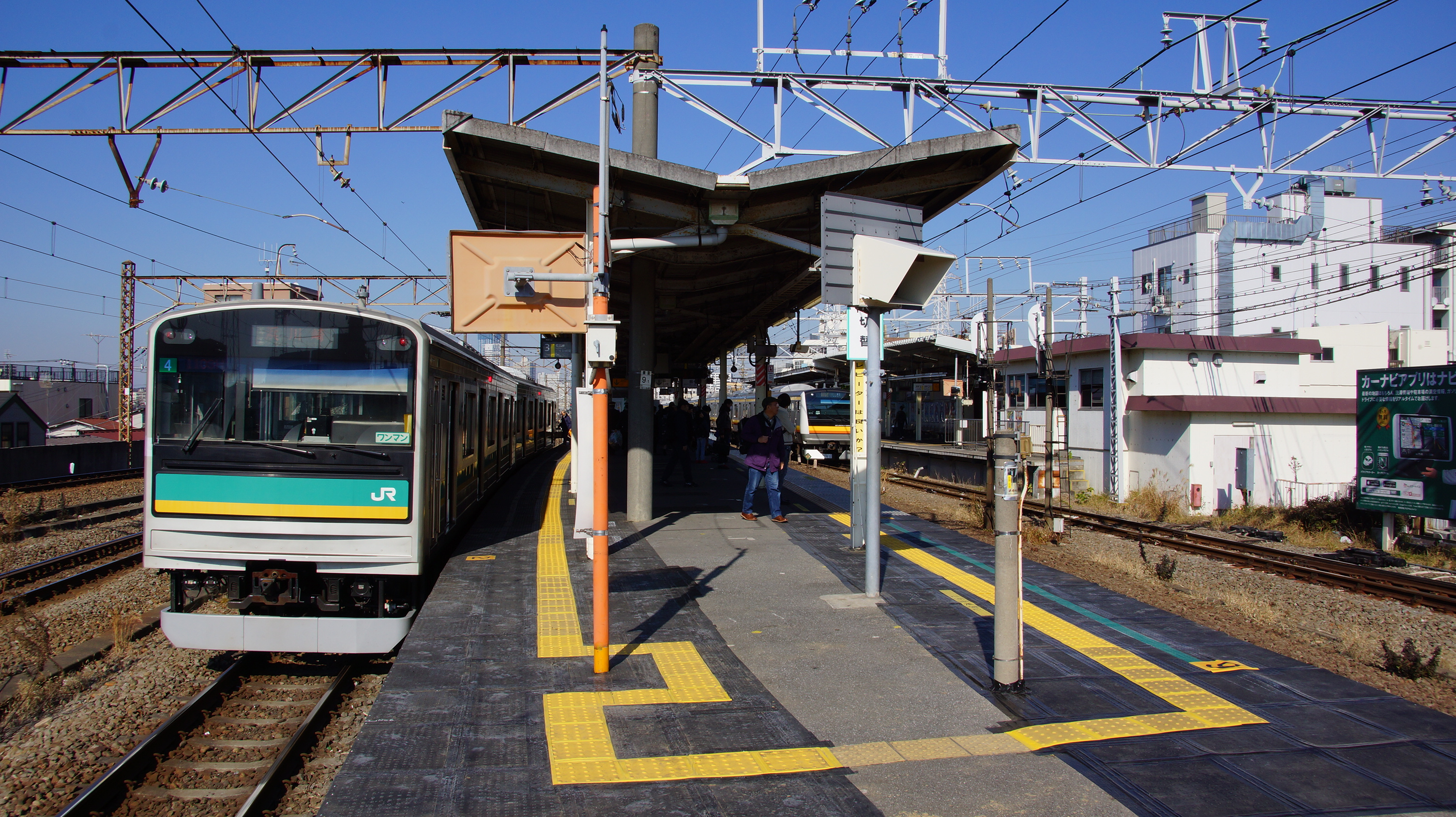
Blick auf die Bahnsteige
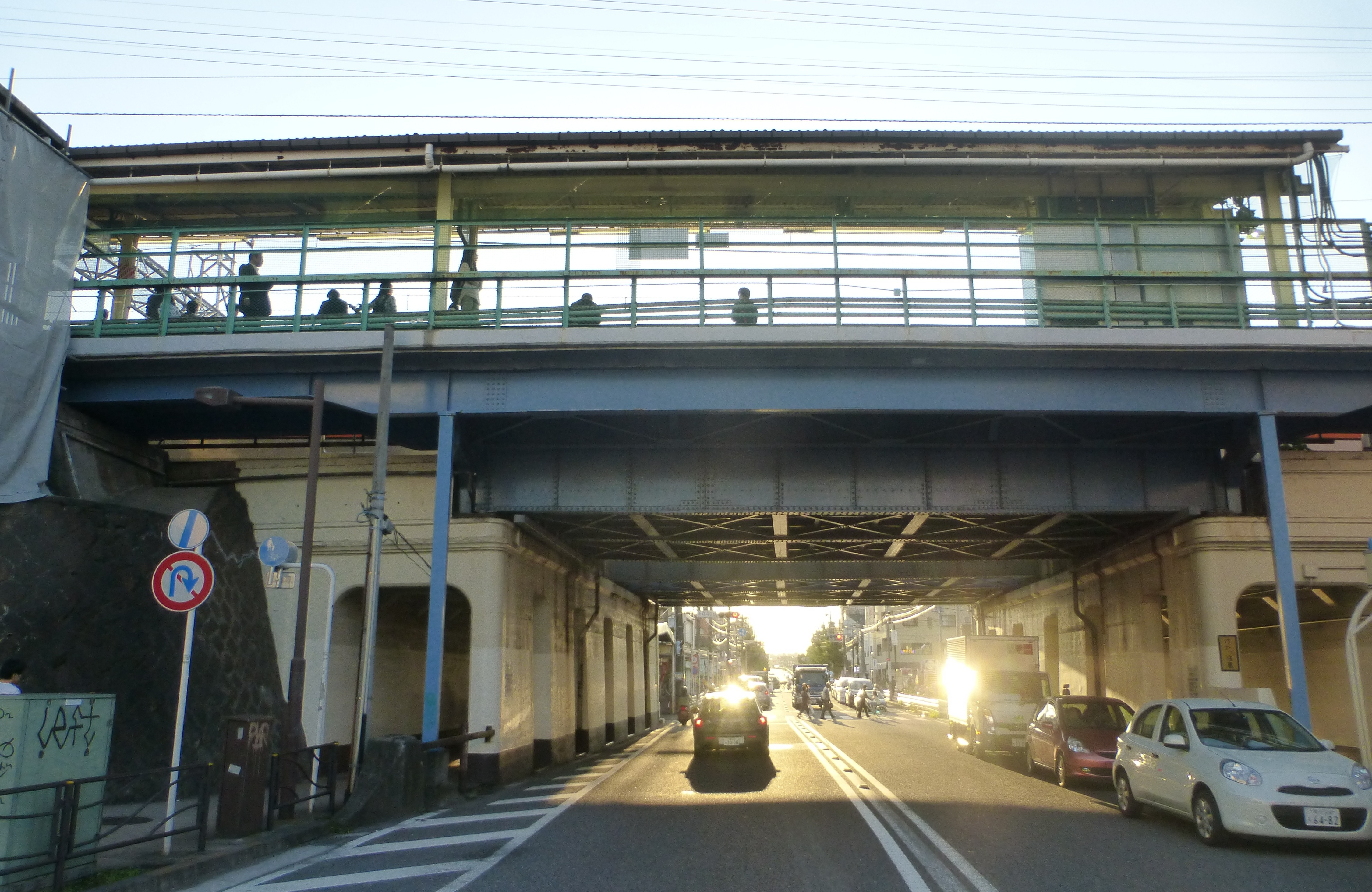
Straßenunterführung
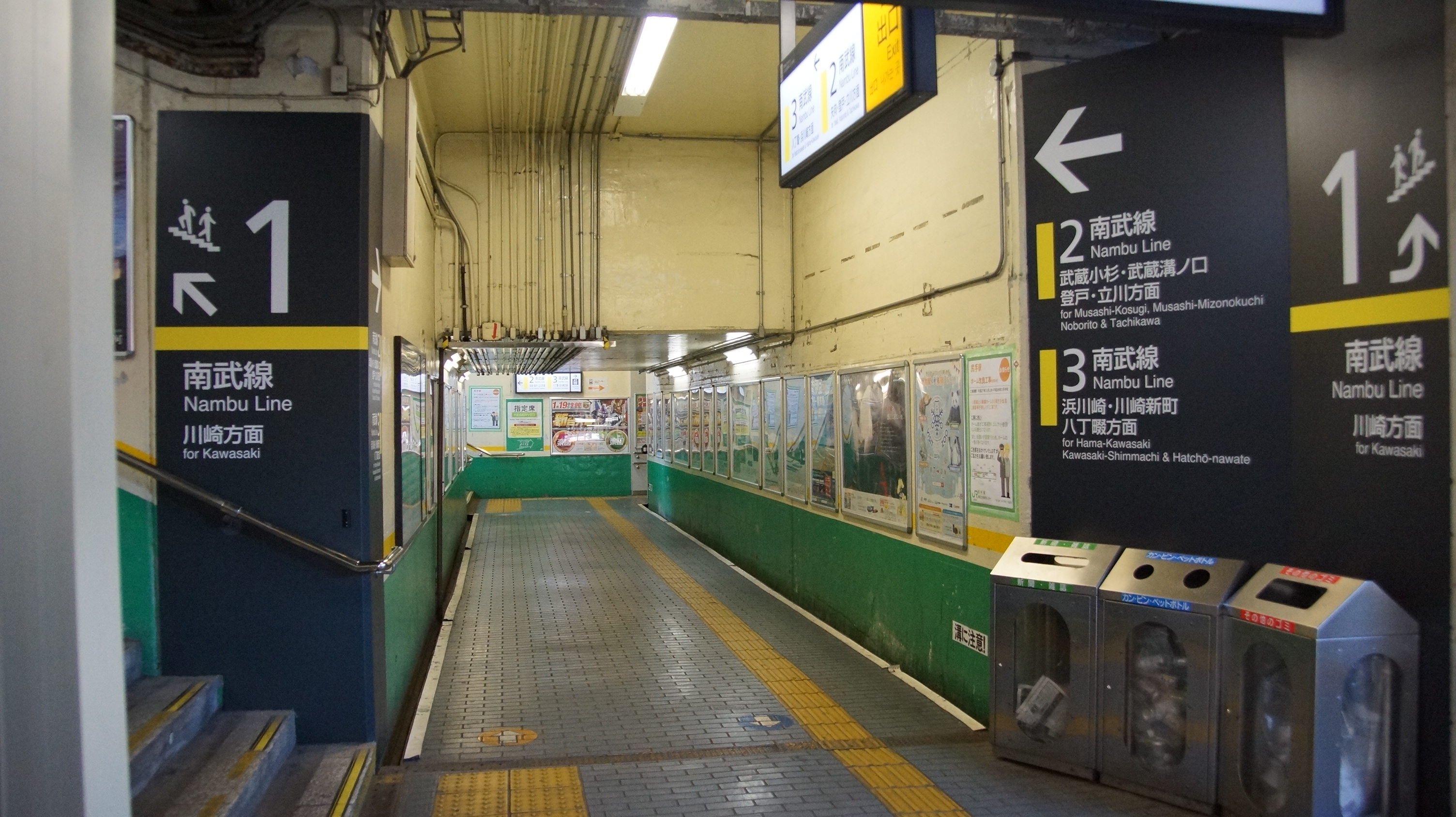
Unterführung, die alle Bahnsteige verbindet (Januar 2016)

## Gleise
| 1 | ▉ Nambu-Linie | Kawasaki                              |
| 2 | ▉ Nambu-Linie | Noborito • Musashi-Kosugi • Tachikawa |
| 3 | ▉ Nambu-Linie | Hama-Kawasaki                         |

## Linien
| Verlauf der Nambu-Linie |
| --- |
| Kawasaki • Shitte • Yakō • Kashimada • Hirama • Mukaigawara • Musashi-Kosugi • Musashi-Nakahara • Musashi-Shinjō • Musashi-Mizonokuchi • Tsudayama • Kuji • Shukugawara • Noborito • Nakanoshima • Inadazutsumi • Yanokuchi • Inagi-Naganuma • Minami-Tama • Fuchū-Honmachi • Bubaigawara • Nishifu • Yaho • Yagawa • Nishi-Kunitachi • Tachikawa Hamakawasaki-Zweigstrecke: Shitte • Hatchōnawate • Kawasaki-Shinmachi • Odasakae • Hama-Kawasaki |

## Geschichte
Die zum Asano-Zaibatsu gehörende Bahngesellschaft Nambu Tetsudō eröffnete den Bahnhof am 9. März 1927, zusammen mit dem Streckenabschnitt zwischen Kawasaki und Noborito. Am 25. März 1930 ging die Zweigstrecke von Shitte nach Hama-Kawasaki in Betrieb, die eine Verbindung zum Hafen herstellte. Sie diente zunächst zwei Wochen lang ausschließlich dem Güterverkehr, mit dem Fahrplanwechsel am 10. April kam auch Personenverkehr hinzu. Während des Pazifikkriegs strebte der Staat danach, verschiedene Privatbahnen von strategisch wichtiger Bedeutung unter seine Kontrolle zu bringen. Entsprechend einer 1941 erlassenen Verordnung ging die Nambu-Linie am 1. April 1944 in staatlichen Besitz über. 1951 nahm die Japanische Staatsbahn eine weitere, dem Güterverkehr vorbehaltene Zweigstrecke von Shitte nach Tsurumi in Betrieb. Im Rahmen der Staatsbahnprivatisierung gingen der Bahnhof und die Nambu-Linie am 1. April 1987 an die neue Bahngesellschaft JR East, während JR Freight seither für die Tsurumi-Zweigstrecke verantwortlich ist.